# 939

## Evenimente
- 2 octombrie: Bătălia de la Andernach (Germania). S-a desfășurat între partizanii și adversarii regelui Otto I "cel Mare" al Germaniei și s-a încheiat cu înfrângerea decisivă a răsculaților.

## Decese
- 27 octombrie: Athelstan, rege al Angliei (925-939), (n. 894)

- Eberhard de Franconia, duce de Franconia (918-939), (n. 885)